# Solothurner Handelskammer
Die Solothurner Handelskammer ist eine kantonale Wirtschaftsvereinigung, die die Solothurner Industrie, Handels- und Dienstleistungsunternehmen in verschiedenen Bereichen unterstützt. Dazu gehören der Export, die Weiterbildung, die Wirtschaftspolitik und die Organisation von zahlreichen Netzwerkanlässen, bei denen die Kammer dank enger Verbindungen zu regionalen, nationalen und internationalen Netzwerken ihren Mitgliedern Kontakte und Geschäftsmöglichkeiten vermittelt.

## Zweck
Die Solothurner Handelskammer ist ein privatrechtlicher Verein, der sich in erster Linie durch Mitgliederbeiträge und durch von ihm angebotene Dienstleistungen finanziert. Die Handelskammer ist ein Interessenvertreter ihrer Mitglieder im Kanton Solothurn und in der Region Nordwestschweiz gegenüber politischen Entscheidungsträgern, der Verwaltung und der Öffentlichkeit. Darüber hinaus nimmt sie hoheitliche Aufgaben wahr, wie etwa die Ausstellung von Ursprungszeugnissen für den Warenexport. Für diesen Aufgabenbereich ist sie der eidgenössischen Zolldirektion unterstellt.
Die Solothurner Handelskammer ist Mitglied beim Dachverband der Schweizer Wirtschaft (economiesuisse), dem Schweizerischen Arbeitgeberverband, der Schweizer Industrie- und Handelskammer (SIHK) und der Vereinigung der Schweizer Handelskammern (Alliance). 

## Sitz
Im Jahr 2025 befand sich der Sitz der Solothurner Handelskammer an der Grabackerstrasse 6 in Solothurn. 

## Organisation
Die Solothurner Handelskammer ist als Mitgliederorganisation konstituiert. Mitglied werden können natürliche und juristische Personen sowie Personengesellschaften, die den Zweck des Vereins mittragen. In der Schweiz besteht keine gesetzliche Pflichtmitgliedschaft für Unternehmen in Handelskammern. Im Jahr 2025 zählte die Handelskammer rund 570 Mitgliedsunternehmen mit insgesamt etwa 34'000 Mitarbeitenden. 

## Geschichte

### 1. Epoche
1874 trafen sich die fünf Gründerväter in Olten, um den «Kantonal solothurnischen Handels- und Industrieverein» ins Leben zu rufen. Zu den Gründern gehörten Simon Kaiser, Nationalrat und Direktor der Solothurner Bank, zwei Unternehmer aus der Uhrenindustrie, ein Schuhfabrikant und ein Textilunternehmer.
In den Anfangsjahren konnten nur wenige Mitglieder für den ehrenamtlich organisierten Verein gewonnen werden. Ziel war es jedoch bereits damals, Kontakte zwischen Solothurner Unternehmen, politischen Entscheidungsträgern und anderen Wirtschaftsverbänden herzustellen.
Im Jahr 1900 begann unter der Leitung des damaligen Präsidenten Eduard Bally-Prior eine neue Ära für die Handelskammer. Man konzentrierte sich auf drei Aufgabengebiete: Erstens betrieb die Solothurner Handelskammer Lobbyarbeit, wenn es um Gesetzgebungsverfahren ging. Zum Zweiten wurde der Bereich Dienstleistungen aufgebaut, da gerade zu dieser Zeit viele Unternehmen Informationen über aktuelle Zolltarife und Handelsstatistiken benötigten. Drittens betrieb man Öffentlichkeitsarbeit und publizierte regelmässig Artikel zu wirtschafts- und handelspolitischen Fragen, woraus im Jahr 1903 der Jahresbericht entstand.
Zwischen 1903 und 1916 stieg die Zahl der Mitglieder von 50 auf 100. Diese Entwicklung ist unter anderem auf verstärkte Aktivitäten des Vorstandes zur Mitgliedergewinnung zurückzuführen. In dieser Zeit etablierte sich die Solothurner Handelskammer zunehmend als wirtschaftspolitische Interessenvertretung im Kanton.
Mit dem Ausbruch des Ersten Weltkriegs gerieten der internationale Handel und die Exportwirtschaft im Kanton Solothurn unter erheblichen Druck. Die Bedeutung von Handelszertifikaten und Ursprungszeugnissen nahm in dieser Zeit deutlich zu. Da für Ursprungszeugnisse zunächst keine gesetzlichen Regelungen bestanden, kam es wiederholt zu Problemen für die Schweizer Exportwirtschaft, etwa durch die Zurückhaltung von Waren durch die Kriegsparteien. Drei Monate vor Ende des Krieges übertrug der Bundesrat die ausschliessliche Zuständigkeit für die Ausstellung von Ursprungszeugnissen den Handelskammern und untersagte anderen Institutionen deren Ausstellung. Damit übernahm die Solothurner Handelskammer erstmals eine öffentlich-rechtliche Aufgabe.
Nach dem Ersten Weltkrieg nahmen infolge verschiedener Krisen auch im Kanton Solothurn die sozialen Spannungen deutlich zu. Industrieunternehmen äusserten zunehmend Besorgnis über mögliche gesellschaftliche Umbrüche. Der Landesstreik von 1918 veranlasste den Vorstand der Solothurner Handelskammer, sich mit sozialen Sicherungssystemen auseinanderzusetzen. In der Folge sprach sich das Gremium für die Einführung einer Alters- und Invalidenversicherung sowie einer Arbeitslosenversicherung aus.
Auch während des Zweiten Weltkriegs führte eine Vielzahl von kriegs- und krisenbedingten Handelsrestriktionen zu einer erhöhten Nachfrage nach den Dienstleistungen der Solothurner Handelskammer. Besonders die Beratung in Export- und Handelsfragen gewann erneut an Bedeutung. 

### 2. Epoche
In der Nachkriegszeit profitierte die Solothurner Wirtschaft vom allgemeinen Wirtschaftsaufschwung. Besonders der Industriesektor verzeichnete ein deutliches Wachstum: In den 1960er Jahren waren fast 65 % der Erwerbstätigen in der Industrie beschäftigt. Auch die Solothurner Handelskammer erweiterte in diesem Zeitraum ihre Aktivitäten und verzeichnete einen Zuwachs von rund 80 % bei den Mitgliedsunternehmen. Der Vorstand wurde auf mindestens 20 Personen erweitert.
In dieser Phase der personellen Erweiterung modernisierte die Solothurner Handelskammer ihre Arbeitsweise und nahm zusätzliche Aufgaben wahr. Dazu gehörte unter anderem die Einführung des Carnet ATA, eines internationalen Zolldokuments, das die vorübergehende Ein-, Aus- und Durchfuhr von Waren erleichtert. Dieses Verfahren fand insbesondere bei der Teilnahme an internationalen Messen Anwendung.
In den 1970er Jahren geriet die Schweizer Wirtschaft in eine anhaltende Krise, von der auch der Kanton Solothurn stark betroffen war. Der strukturelle Wandel von einer Industrie- zu einer Dienstleistungsgesellschaft setzte sich zunehmend durch. In diesem Zusammenhang gingen zahlreiche Industriearbeitsplätze verloren, und mehrere etablierte Unternehmen stellten ihren Betrieb ein.
In dieser Zeit intensivierte der damalige Direktor der Solothurner Handelskammer, Hans Rudolf Meyer, die Zusammenarbeit mit den kantonalen Behörden und engagierte sich für die Weiterentwicklung des Industriestandorts Solothurn. Zudem wurde eine eigene Pressestelle unter dem Namen «Die solothurnische Wirtschaftsinformation» eingerichtet. Diese entwickelte sich später zum «Wirtschaftsbarometer», das regelmässig Prognosen zur wirtschaftlichen Entwicklung im Kanton veröffentlichte.
Nach dem Fall der Berliner Mauer entschied der Vorstand der Solothurner Handelskammer den Bau eines eigenen Geschäftssitzes an der Grabackerstrasse in Solothurn. Die neuen Räumlichkeiten wurden im Frühling 1991 bezogen. Im selben Jahr löste der landesweite Frauenstreik auch innerhalb der Handelskammer Diskussionen aus. Obwohl bereits seit den 1920er-Jahren Frauen in der Geschäftsstelle tätig waren, war der Vorstand bis dahin ausschliesslich mit Männern besetzt. Im Jahr 1998 wurden mit Karin Trümpy-Steffen und Esther Gassler erstmals zwei Frauen in den Vorstand gewählt. Fünf Jahre später übernahm als erste Frau Esther Gassler das Präsidium der Solothurner Handelskammer.

### 3. Epoche
In den 1990er Jahren befasste sich die Solothurner Handelskammer verstärkt mit den Themen Forschung und Innovation. Als Reaktion auf die steigende Arbeitslosigkeit setzte sie vermehrt auf die Unterstützung junger Unternehmen durch spezifische Dienstleistungen. Im Jahr 1997 übernahm sie gemeinsam mit dem Solothurner Gewerbeverband die Trägerschaft des Gründerzentrums. 
Im selben Jahr wurde zudem die erste Website der Handelskammer veröffentlicht.
In den späten 1990er-Jahren entwickelte die Solothurner Handelskammer neue Veranstaltungs- und Kommunikationsformate. Im Jahr 1998 wurde erstmals die «Auszeichnung für hervorragende unternehmerische Leistungen» vergeben, aus der der jährlich verliehene «Solothurner Unternehmerpreis» hervorging.
2004 initiierte die Handelskammer gemeinsam mit dem kantonalen Gewerbeverband das Mitgliedermagazin «Wirtschaftsflash». Im Jahr 2017 folgte das «SO Magazin», das seither zweimal jährlich an alle Haushalte im Kanton Solothurn verteilt wird.
Mit der «Praxis-Akademie» lancierte die Handelskammer 2013 ein eigenes Weiterbildungsangebot, das Unternehmen bei der Bewältigung des Fachkräftemangels unterstützen soll.
Im Jahr 2019 wurde erstmals das Weissenstein-Forum durchgeführt, eine Plattform zur Förderung des Austauschs zwischen Wirtschaft und Politik im Kanton Solothurn.

## Präsidenten
Seit der Gründung im Jahr 1874 standen der Solothurner Handelskammer folgende Präsidenten vor:
- 1874–1886: Simon Kaiser, Solothurn
- 1886–1889: Rudolf Kyburz, Solothurn
- 1889–1922: Eduard Bally-Prior, Schönenwerd
- 1922–1926: Ernst Kottmann, Solothurn
- 1926–1929: Hermann Sieber, Attisholz
- 1929–1931: Iwan Bally, Schönenwerd
- 1931–1933: Emil Pfaendler, Olten
- 1933–1935: Theodor Schild, Grenchen
- 1935–1937: Otto Dübi, Solothurn
- 1937: Iwan Bally, Schönenwerd
- 1937–1940: Hermann Sieber, Attisholz
- 1940–1943: Adolf Reinhard, Feldbrunnen
- 1943–1946: Walter Bloch, Gerlafingen
- 1946–1952: Rudolf Schild, Grenchen
- 1952–1956: Urs Sieber, Attisholz
- 1956–1960: Hans Kottmann, Langendorf
- 1960–1964: Guido Marti, Breitenbach
- 1964–1968: Heinz de Haen, Olten
- 1968–1972: Fritz Halm, Dornach
- 1972–1976: Paul Kohli, Solothurn
- 1976–1980: Hans Sommer, Grenchen
- 1980–1984: Hugo Pfluger, Solothurn
- 1984–1988: Paul Stamm, Bellach
- 1988–1993: Ernst Trümpy, Hägendorf
- 1993–1994: Heinz W. Frech, Feldbrunnen
- 1994–1997: Rolf Leuenberger, Liestal
- 1997–2003: Martin Imbach, Solothurn
- 2003–2005: Esther Gassler-Leuenberger, Gretzenbach
- 2005–2012: Kurt Loosli, Olten
- 2012–2018: Hans Kuhn, Rothrist
- 2018–2021: Hansjörg Stöckli, Subingen
- seit 2021: Rolf Riechsteiner, Oensingen/Bern

## Direktoren
Seit 1900 führte die Solothurner Handelskammer folgende Direktoren: 
- 1900–1901: Gustav Adolf Frey
- 1901–1918: Paul Reinhard
- 1918–1921: Walther Stampfli
- 1921–1933: Paul Haefelin
- 1933–1941: Oscar Miller
- 1941–1955: Rudolf Ulrich
- 1955–1980: Hans Zimmermann
- 1980–2006: Hans-Rudolf Meyer
- 2006–2013: Roland Fürst
- seit 2013: Daniel Probst